# Клей (округ, Теннессі)
Шаблон:StateAbbr_ 36°33′ пн. ш. 85°32′ зх. д. / 36.55° пн. ш. 85.54° зх. д.
Округ  Клей (англ. Clay County) — округ (графство) у штаті  Теннессі, США. Ідентифікатор округу 47027.

## Історія
Округ утворений 1870 року.

## Демографія
За даними перепису 2000 року загальне населення округу становило 7976 осіб, усе сільське. Серед мешканців округу чоловіків було 3877, а жінок — 4099. В окрузі було 3379 домогосподарств, 2333 родин, які мешкали в 3959 будинках. Середній розмір родини становив 2,8.
Віковий розподіл населення поданий у таблиці:
| Стать    | До 15 років | 15-21 | 22-29 | 30-39 | 40-49 | 50-65 | 65-85 | Понад 85 |
| -------- | ----------- | ----- | ----- | ----- | ----- | ----- | ----- | -------- |
| Чоловіки | 675         | 328   | 375   | 607   | 573   | 789   | 479   | 51       |
| Жінки    | 739         | 343   | 344   | 584   | 553   | 817   | 627   | 92       |

## Суміжні округи
- Монро, Кентуккі — північ
- Камберленд, Кентуккі — північний схід
- Клінтон, Кентуккі — північний схід
- Пікетт — схід
- Овертон — південний схід
- Джексон — південь
- Мейкон — захід

## Виноски
1. ↑  U.S. Decennial Census. United States Census Bureau. Архів оригіналу за 26 квітня 2015. Процитовано 2 квітня 2015.
2. ↑  Historical Census Browser. University of Virginia Library. Архів оригіналу за 11 Серпня 2012. Процитовано 2 квітня 2015.
3. ↑  Forstall, Richard L., ред. (27 березня 1995). Population of Counties by Decennial Census: 1900 to 1990. United States Census Bureau. Архів оригіналу за 21 Лютого 2015. Процитовано 2 квітня 2015.
4. ↑  Census 2000 PHC-T-4. Ranking Tables for Counties: 1990 and 2000 (PDF). United States Census Bureau. 2 квітня 2001. Архів оригіналу (PDF) за 18 Грудня 2014. Процитовано 2 квітня 2015.
5. ↑  State & County QuickFacts. United States Census Bureau. Архів оригіналу за 8 липня 2011. Процитовано 29 листопада 2013.(англ.) Наведено за англійською вікіпедією.
6. ↑  American FactFinder. Бюро перепису населення США. Архів оригіналу за 29 липня 2011. Процитовано 31 січня 2008.

| США | Це незавершена стаття з географії США. Ви можете допомогти проєкту, виправивши або дописавши її. |